# Xã Pease, Quận Belmont, Ohio
Xã Pease (tiếng Anh: Pease Township) là một xã thuộc quận Belmont, tiểu bang Ohio, Hoa Kỳ. Năm 2010, dân số của xã này là 14.309 người.